# Restoule River
Restoule River är ett vattendrag i Kanada.   Det ligger i provinsen Ontario, i den sydöstra delen av landet, 300 km väster om huvudstaden Ottawa.
I omgivningarna runt Restoule River växer i huvudsak blandskog. Trakten runt Restoule River är nära nog obefolkad, med mindre än två invånare per kvadratkilometer.